# Benício Sampaio
Benício Parentes de Sampaio, ou apenas Benício Sampaio, (Teresina, 5 de março de 1951) é um médico e político brasileiro, outrora senador pelo Piauí.

## Dados biográficos
Filho de Aluísio Parentes Sampaio e Angelita Parentes Sampaio. Formou-se em Medicina pela Universidade Federal do Piauí em 1974, instituição onde lecionou. Cardiologista, presidiu a Fundação Municipal de Saúde em Teresina na administração de Freitas Neto e quando o citado político foi governador do Piauí, ocupou o cargo de subsecretário e depois secretário de Saúde.
Em 1994 foi eleito primeiro suplente de senador pelo PPR, sendo efetivado em 2001, quando o Tribunal Superior Eleitoral cassou o mandato de Mão Santa e determinou a posse de Hugo Napoleão no Palácio de Karnak como novo governador do Piauí.
Pai do vereador de Teresina, Aluísio Sampaio.